# Golães
Golães is een plaats (freguesia) in de Portugese gemeente Fafe en telt 2157 inwoners (2001).

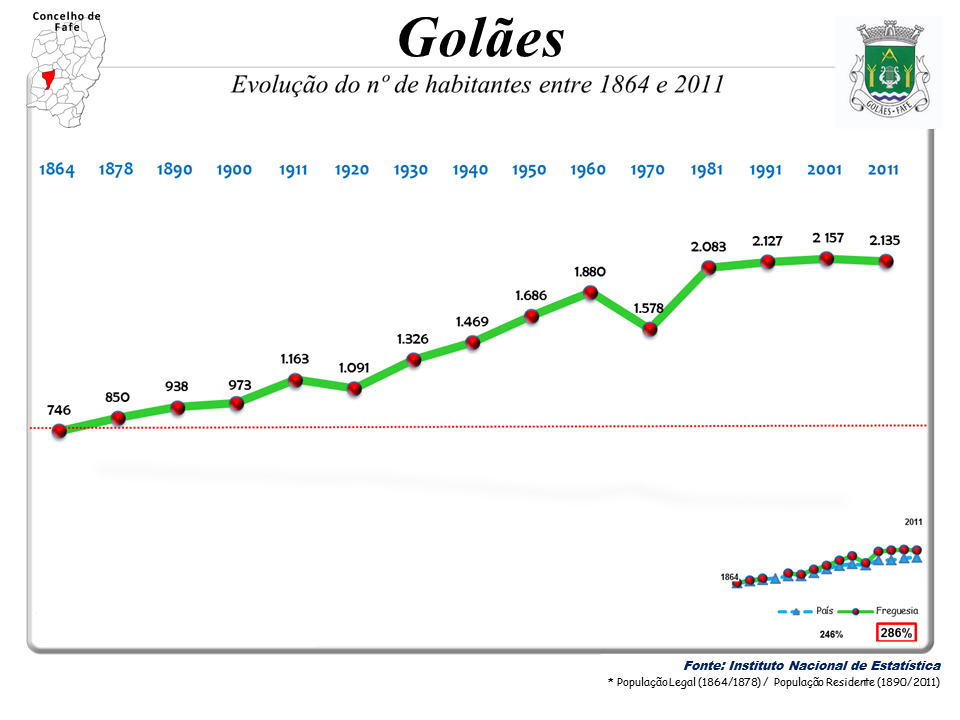
Bevolkingsontwikkeling tussen 1864 en 2011